# Hubert Seiz
Hubert Seiz (nascido em 23 de agosto de 1960) é um ex-ciclista suíço. Competiu na prova de estrada nos Jogos Olímpicos de Verão de 1980 em Moscou. Venceu a edição de 1988 do Campeonato da Suíça de Ciclismo em Estrada.